# Prince Johnson
Prince Yormie Johnson  (Condado de Nimba, Liberia; 6 de julio de 1952-Condado de Montserrado, Liberia; 28 de noviembre de 2024)  fue un político liberiano y senador por Nimba. Anteriormente fue un líder rebelde que jugó un papel importante en la Primera guerra civil liberiana, especialmente en la captura, tortura, mutilación y ejecución del dictador autoritario Samuel Kanyon Doe.

## Primeros años
Nació en Tapeta, Nimba, en el centro-este del país, y fue criado por un tío en la ciudad capital de Monrovia. En 1971, mientras vivía en Monrovia,  ingresó a la Guardia Nacional Liberiana (LNG), el cual pasó a ser las Fuerzas Armadas de Liberia (AFL) en el periodo posterior al derrocamiento del Presidente William R. Tolbert, por parte de Samuel Doe.
Ascendió al rango de Teniente, recibiendo formación militar tanto en Liberia como en los Estados Unidos, donde fue instruido en servicios de la policía militar en Carolina del Sur. Austero, a menudo draconiano y disciplinado, se desempeñó como asistente de terreno del General Thomas Quiwonkpa, Comandante en Jefe de las Fuerzas Armadas de Liberia, y compañero de exilio en 1983, después de que Quiwonkpa fuese acusado de planear un golpe contra Doe.

## Guerra civil liberiana y caudillismo
Más tarde, Johnson se alió con Charles Taylor como parte del Frente Patriótico Nacional de Liberia (NPFL), sirviendo como el Jefe de Instrucción militar del NPFL. Los hombres de Taylor cruzaron la frontera de Costa de Marfil y comenzaron sus operaciones en Liberia en las Vísperas de Navidad de 1989.

### Formación del INPFL
Una lucha de poder interna dio lugar a la ruptura de Johnson con el NPFL liderado por Taylor, formando el Frente Patriótico Nacional Independiente de Liberia (INPFL). A pesar de intervención en la guerra civil por la Comunidad Económica de los Estados Observadores del África Occidental (ECOMOG), las fuerzas del INPFL tomaron control de gran parte de Monrovia, a finales del verano de 1990.
Durante la guerra civil, Johnson se hizo célebre por asesinar a quienquiera que rechazara o criticase sus acciones. Cuando una devota Hare Krishna, Hladini devi dasi, quién distribuía alimentos a gente que sufría en medio del caos de la guerra civil, le envió una carta suplicandóle que dejase de matar personas, Johnson, personalmente orquestó su asesinato y el de cinco de sus estudiantes en el banco del Río San Pablo en la noche del jueves 13 de septiembre de 1990.

### Asesinato del Presidente Doe
En septiembre de 1990, seguidores de Johnson secuestraron al Presidente Samuel Doe en la sede del ECOMOG en el distrito portuario de Monrovia. Doe fue torturado y ejecutado bajo la custodia de Johnson el 9 de septiembre, siendo grabado en vídeo y retransmitido por todo el mundo. El vídeo mostró a Johnson disfrutando de una jarra de cerveza Budweiser y siendo abanicado por un ayudante, mientras sus hombres torturaban a Doe, cortandóle una oreja.
Más tarde negó haber matado a Doe. Ahmadou Kourouma (Quién describió la muerte de Doe en su novela Alá no está Agradecido) también acusó a Johnson de crímenes de guerra en la forma de abducción y tortura de varios líderes del Firestone.

### Reclamo de poder
Después de la muerte de Doe, Johnson demandó brevemente la presidencia de Liberia. Su demanda de poder terminó tras la consolidación de poder bajo el rebelde Charles Taylor. En un intento del débil gobierno de reconstruir la política del país, el INPFL fue reconocido en una conferencia celebrada en Guinea, donde Amos Sawyer fue elegido presidente.

### Vuelo a Nigeria
Johnson se vio obligado huir a Nigeria para evitar su captura por rebelarse contra las fuerzas partidarias de Taylor, y no estuvo involucrado en la Segunda Guerra Civil liberiana.
Durante su estadía en Nigeria, Johnson se convirtió al cristianismo y se reconcilió con la familia de Doe a través de la intervención del profeta nigeriano T. B. Joshua.

## Regreso y cargos públicos
Johnson regresó a Liberia en marzo del 2004, tras la dimisión de Taylor como presidente y la creación de un gobierno de transición. Declaró su intención para regresar a la política, pero tuvo que abandonar Liberia nuevamente el 7 de abril debido a las amenazas de muerte que recibió del grupo rebelde Liberianos Unidos para la Reconciliación y la Democracia (LURD). En las elecciones generales del 2005, Johnson disputó y ganó un escaño en el Senado, representando a Nimba. Por un tiempo ejerció como presidente del comité de defensa del Senado.
En el junio del 2009, el informe final de la Comisión de Verdad y Reconciliación (TRC), creado como parte del tratado de paz del 2003, recomendó la inclusión de Jhonson en una lista de 50 personas a las que se debería "prohibir específicamente ejercer cargos públicos, ser elegido o nombrado por un periodo de 30 años", por "estar asociados con facciones en guerra anteriores." Johnson etiquetó la recomendación de "chiste," notando la ausencia de varios otros combatientes en la lista, y juró resistir cualquier cargo formulado a raíz del informe.
En enero del 2011, la Corte Suprema al mando de Williams v. Tah, presentó un caso por otra persona sugerida para la descalificación en el informe TRC, afirmando que la recomendación era una violación inconstitucional del derecho al debido proceso de las personas incluidas, y que sería inconstitucional para el gobierno implementar los vetos propuestos.
Johnson se postuló a las elecciones presidenciales del 2011 como el candidato de la Unión Nacional, nuevamente formada por el Partido Progresista Democrático. Quedó en tercer lugar, con un 11.6% de los votos; el primer lugar fue logrado por la titular, Presidenta Ellen Johnson Sirleaf.

## Otras fuentes
- Stephan Ellis, ‘La Máscara de la Anarquía: La Destrucción de Liberia y la Dimensión Religiosa de una Guerra Civil Africana', Hurst & Company, Londres, 2001 - Introducción 'Una Muerte en la Noche' tiene una excelente redacción sobre la muerte de Doe.
- Alao, Mackinlay, y Olonisakin, Mantenimiento de la paz, Políticos, y Señores de la Guerra, El Proceso de Paz liberiano (Tokio: Prensa Universitaria de las Naciones Unidas, 1999), 22.